# Escudo de Villarrobledo

Escudo oficial de la Ciudad de Villarrobledo.

El escudo de Villarrobledo (Albacete, España) tiene su origen en la Edad Media. Su primera fecha de aparición, en la misma disposición que la actual, es desconocida con certeza aunque se estima que fue hacia 1440.

## Heráldica

### Blasonado

Escudo propuesto para la Ciudad de Villarrobledo.

Escudo en óvalo (Eclesiástico o de Damas) cortado.
- Campo Superior: en campo de azur (azul), castillo de oro con dos torres y homenaje, mazonado y adjurado del mismo color.
- Campo Inferior: en campo de plata, tres robles de sinople aterrasados.
- Timbre: corona real abierta con ocho florones góticos (a la vista, tres enteros y dos medios) sobre anillo recamado con las piedras tradicionales.
- Lema: Muy Noble y Leal.

Algunos heraldistas, como García- Saúco, han propuesto algunos cambios del blasón para corregir los motivos de los campos acordes a sus significantes y la tradición heráldica: modificar el primer campo de azur a gules con el castillo de oro (propio de Castilla); establecer la forma del escudo que contiene el blasón, de la oval a la tradicional semicircular ibérica, y timbrar el escudo con corona real cerrada. 

## Galería

Escudo de Villarrobledo.
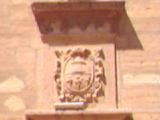
Escudo municipal bajo el reloj, inscripción S.P.V.R. (Senatus Populusque Villa Robletannus).
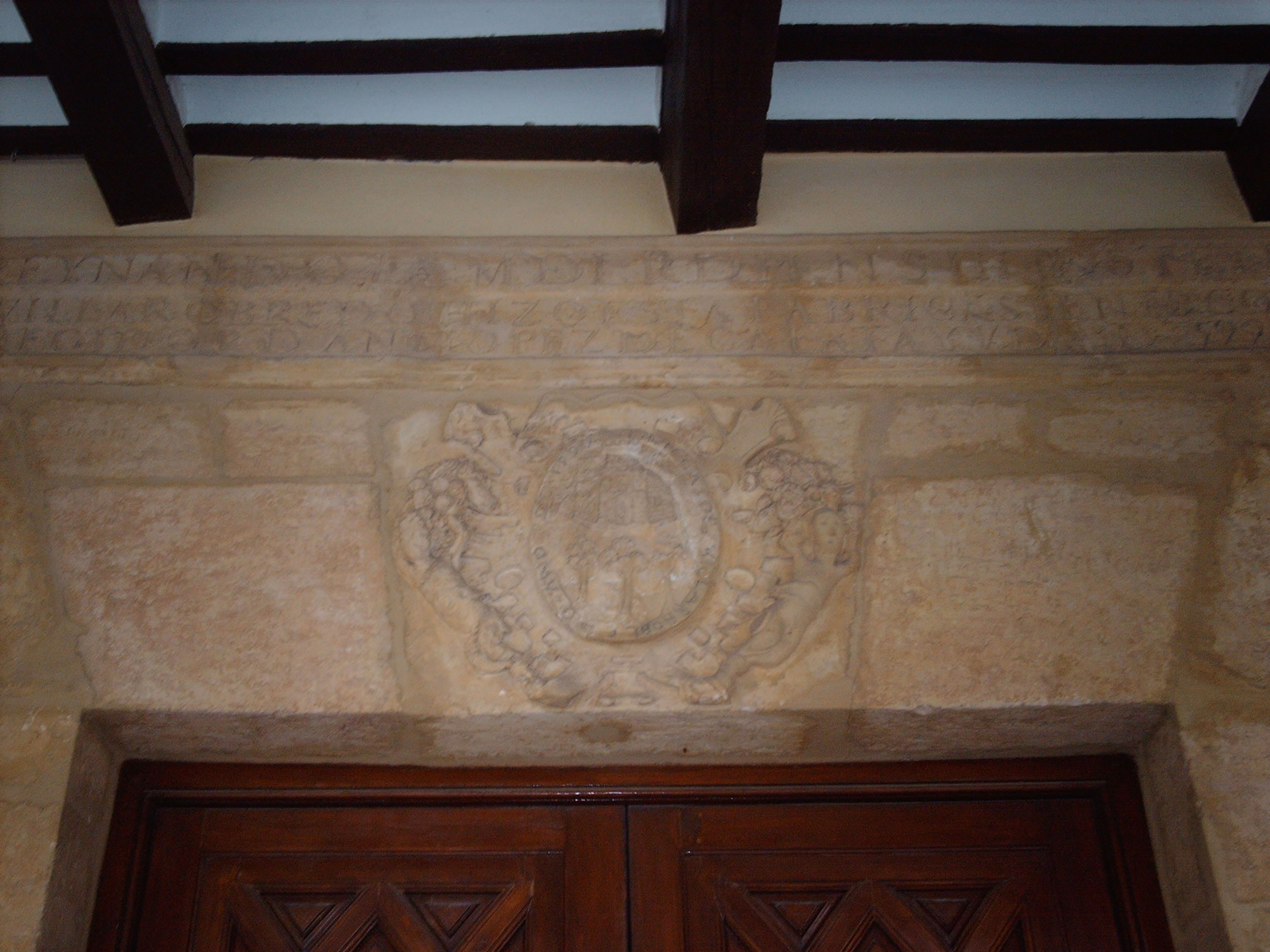
Escudo e inscripción sobre la puerta principal del Ayuntamiento de Villarrobledo.